# Župnija Sveti Andraž v Slovenskih goricah
Župnija Sveti Andraž v Slovenskih goricah je rimskokatoliška teritorialna župnija, dekanije Ptuj, Ptujsko-Slovenjegoriškega naddekanata, ki je del nadškofije Maribor.

## Sakralni objekti
- Cerkev sv. Andreja, Vitomarci (župnijska cerkev)